# John McGinlay
John McGinlay (Inverness, 8 aprile 1964) è un allenatore di calcio ed ex calciatore scozzese, di ruolo attaccante.

## Carriera

### Club
Il Bury paga 200 000 euro prelevando McGinlay dallo Shrewsbury. Ceduto inizialmente in prestito al Millwall, la società londinese decide di prelevarlo in cambio di 100 000 euro. Nel 1992 il Millwall cede McGinlay a titolo definitivo al Bolton: con il Bolton sigla 87 reti in 192 partite. Nel 1997, a 33 anni, viene acquistato dal Bradford City per 750 000 euro.

## Palmarès

### Club

#### Competizioni nazionali
- First Division: 1

Bolton: 1996-1997

### Individuale
- Capocannoniere della First Division: 2

1993-1994 (25 gol), 1996-1997 (24 gol)